# Cassephyra nacarada
Cassephyra nacarada là một loài bướm đêm trong họ Geometridae.